# A-dos-Carros
A-dos-Carros era, em 1747, uma aldeia da freguesia de São Sebastião dos Carros, termo da vila de Mértola, comarca de Ourique, Arcebispado de Évora, na Província do Alentejo. Na época era constituída por 20 vizinhos.